# Types de personnages de La Comédie humaine

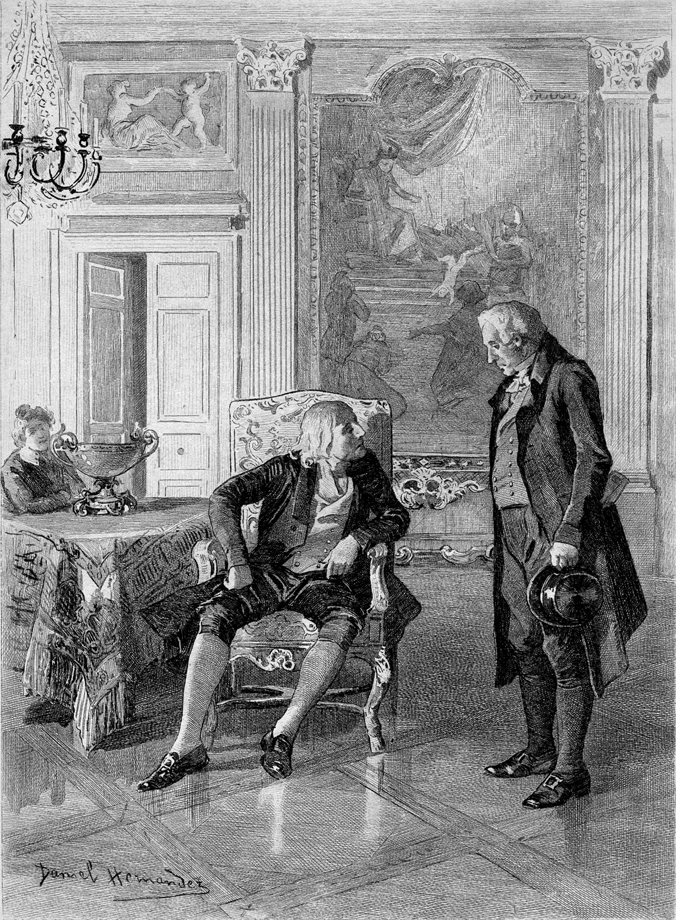
Illustration du Cabinet des Antiques par Daniel Hernandez.

Les personnages de La Comédie humaine d'Honoré de Balzac sont, suivant les décomptes, au nombre de 4 000 à 6 000. Un millier d'entre eux ont des liens familiaux (leur arbre généalogique est représenté de façon monumentale, à la Maison de Balzac, sur un panneau de plus de 14 m).
Parmi les nombreux personnages de La Comédie humaine, on distingue quelque 573 personnages dits « reparaissants » (c'est-à-dire que l'on trouve dans plusieurs des romans de La Comédie humaine), caractères forts qui représentent à eux seuls un groupe social, un type sociologique.
Ces ensembles sociaux, nés de l’observation de Balzac et recomposés par son imagination, sont souvent inspirés de plusieurs sources. Selon ses propres déclarations, l’auteur de La Comédie humaine se voulait « le secrétaire de son époque », et son œuvre devait « faire concurrence à l’état civil ». Il fit bien plus que cela : « Il réinventa la société de son époque de façon à ce qu’elle soit comprise. » Selon Louis Chevallier, dans sa préface aux Paysans, « Balzac, Tocqueville, Proudhon, tels sont les grands témoins de la première moitié du XIXe siècle […]. Malgré l’indignation de Michelet qui ne voyait là que « peinture de genre » […] ».

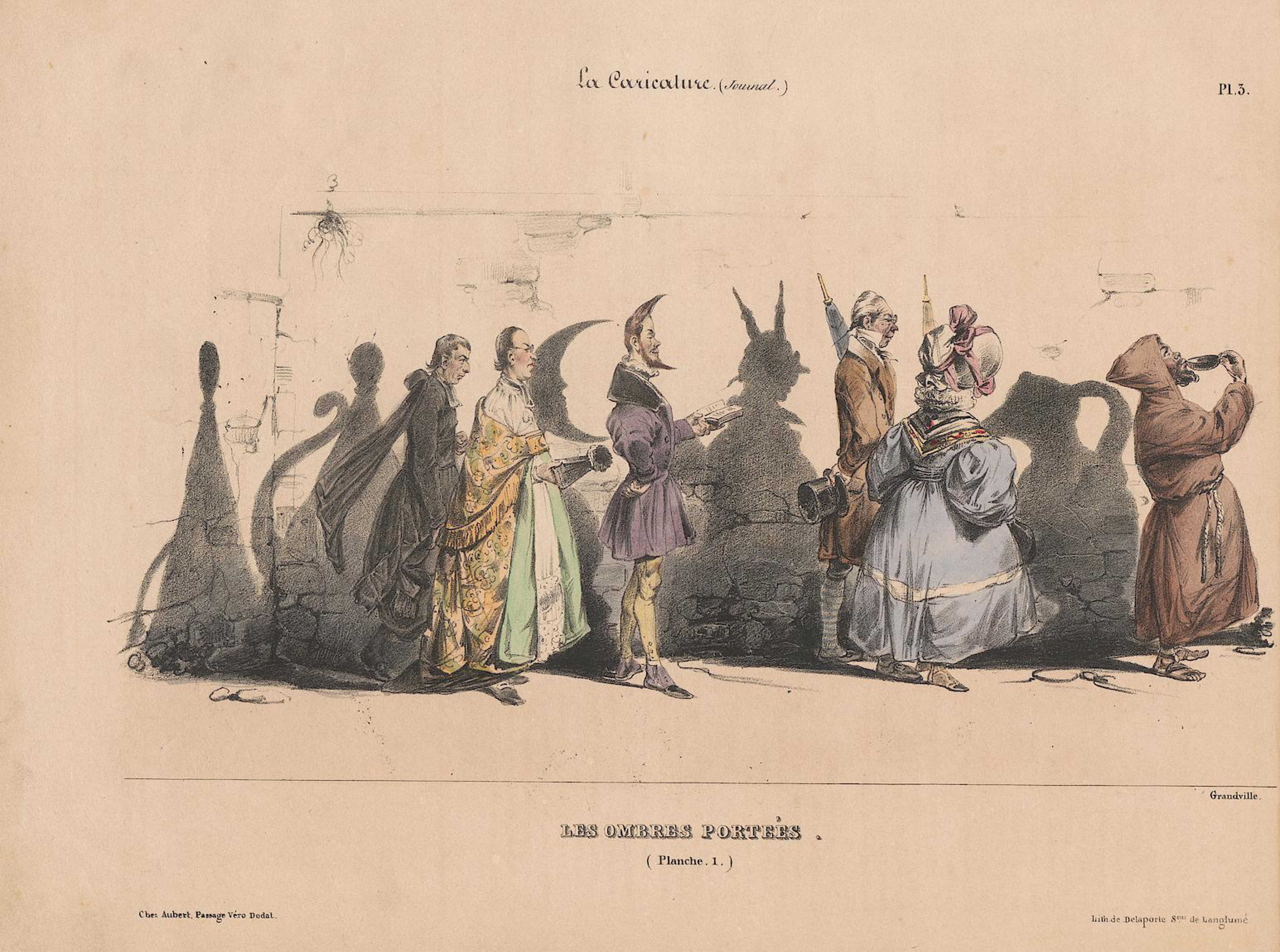
Illustration de Grandville dans le journal satirique La Caricature où écrit Balzac en 1830. (source :).

Nicole Mozet, dans son ouvrage La Ville de province dans l'œuvre de Balzac, considère que Balzac a pris plaisir à produire des difficultés onomastiques à surmonter. Loin de reproduire la technique du théâtre et de l'ancien roman, il est en complète rupture, en particulier dans Le Cabinet des Antiques, en jouant par exemple sur la désinence d'Esgrigny, devenue d'Esgrignon.
L'écrivain fait également appel aussi à la morphopsychologie : certains personnages portent sur eux leur destin. Dans Une ténébreuse affaire, le régisseur Michu, personnage qui nettoie son fusil au début du roman et qui sera guillotiné, est décrit ainsi : « Son cou très court appelle le couperet. », et d'après Jacques Noiray, la conformation féminine des hanches de Lucien Chardon, serait l'indice d'une tendance à l'homosexualité (qu'il pratiquera peut-être avec Jacques Collin).

## Les financiers

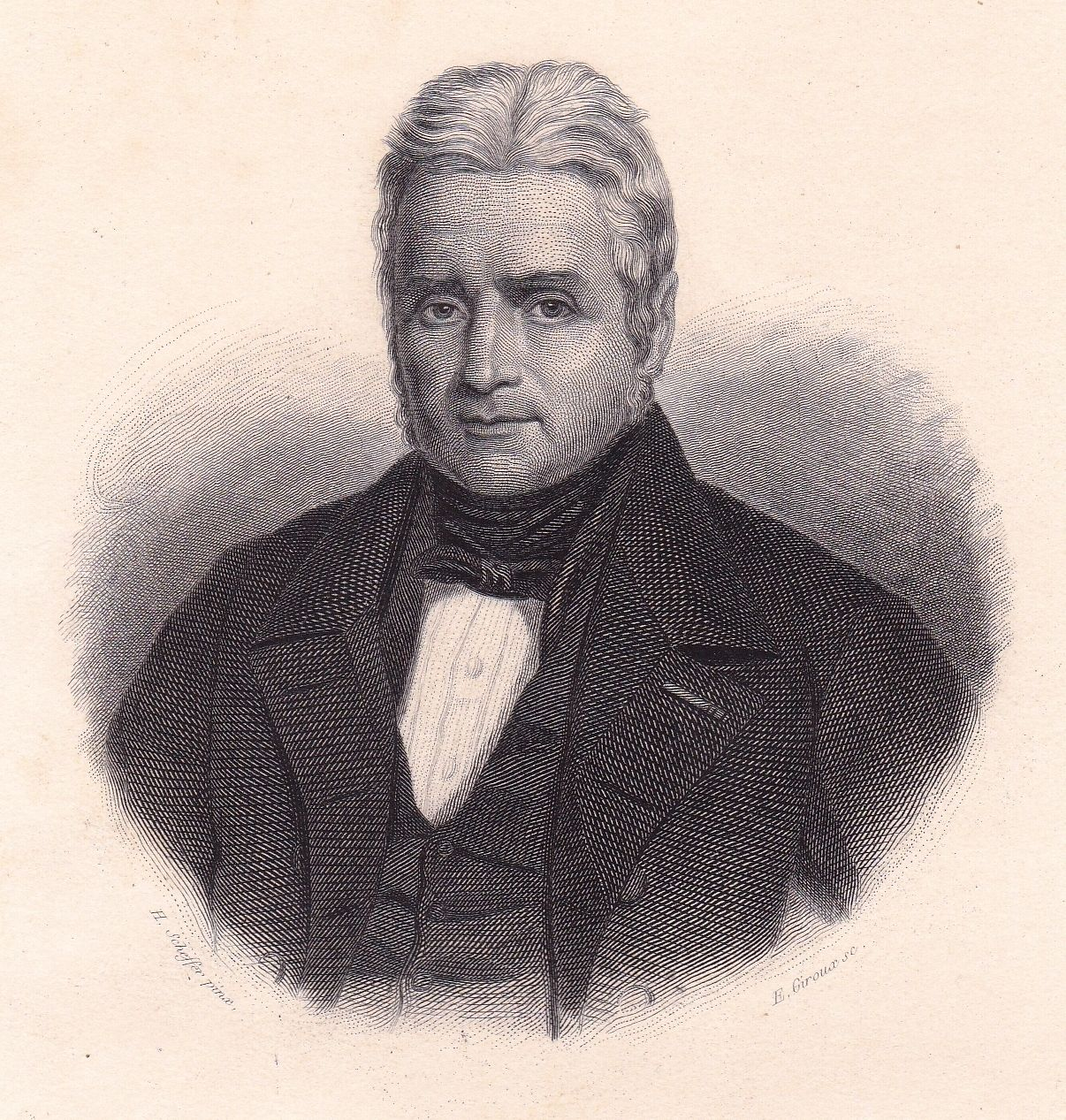
Jacques Laffitte.

Ces gens sont impitoyables en affaire. L’exemple type est le baron de Nucingen dans La Maison Nucingen. Pitoyable en amour, il appartient au cercle de la haute banque qui fait la pluie et le beau temps dans le monde de la finance. On peut citer aussi les frères Keller dans César Birotteau et dans Le Cabinet des Antiques.
Sans doute inspiré par les aventures du banquier Beer Léon Fould, père d’Achille Fould, qui évita le déshonneur et se tira haut la main d’une situation douteuse, Balzac a composé un type de banquier qui réunit aussi les aspects de grandes figures de la finance de son époque : Jacques Laffitte, Georges Humann et les Rothschild. Il existe d'ailleurs une étrange similitude entre Beer Léon Fould et le baron de Nucingen, démontrée par les minutieuses recherches aux Archives nationales d'Anne-Marie Meininger.
Balzac évoque leurs exploits notamment dans La Maison Nucingen, Une fille d'Ève, Eugénie Grandet, La Duchesse de Langeais. L’auteur a aussi dévoilé au lecteur néophyte les calculs et les extravagances d’un milieu dont on retrouve les caractéristiques presque identiques moins de deux siècles plus tard.

## Les lorettes

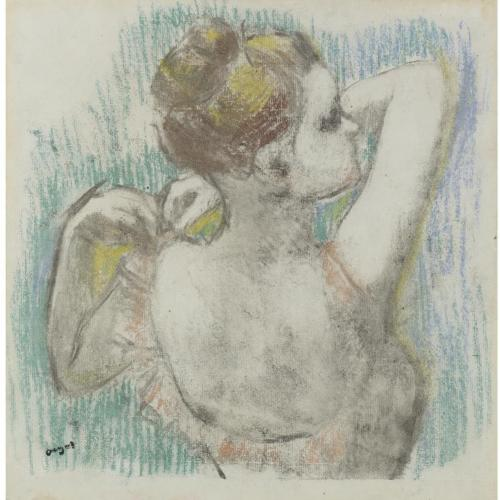
Jeune danseuse, Degas.

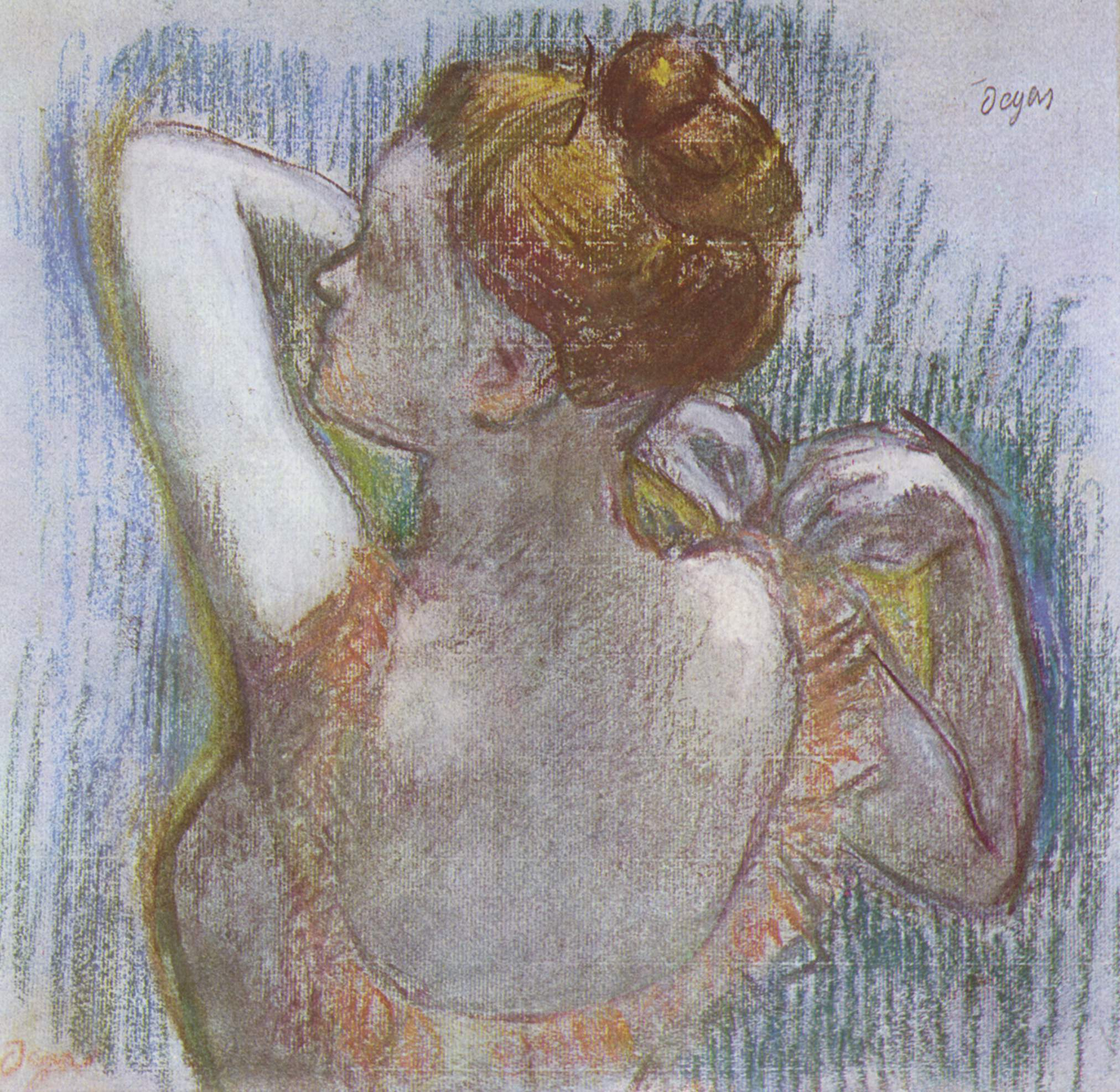
Jeune danseuse, Degas.

Femmes jeunes prostituées par leur mère, actrices entretenues par plusieurs hommes à la fois, représentées entre autres par Coralie, maîtresse de Lucien de Rubempré dans Illusions perdues, Florine (Une fille d'Ève), Aquilina (La Peau de chagrin) ou Esther dans Splendeurs et misères des courtisanes. Le plus souvent, il s'agit d'adolescentes, et les barbons vont les chercher à l’Opéra (Les Petits Bourgeois, César Birotteau) ; d’où leur surnom de « rats ». Après avoir mené grand train, festoyant le plus souvent au Rocher de Cancale, elles finissent souvent ruinées, « à l'hôpital », sont assassinées comme Paquita dans La Fille aux yeux d'or, ou meurent d'amour, telles Esther dans Splendeurs et misères des courtisanes ou Coralie dans Illusions perdues. À l'exception de Florine qui devient la maîtresse du poète Nathan, et de Claudine Chaffaroux qui se tirera d'affaire en devenant d'abord une artiste célèbre, puis comtesse du Bruel dans Un prince de la bohème où elle vivra de plus un grand amour avec le comte Ruscoli de la Palférine, la plupart des lorettes sont victimes de la prostitution adolescente.

## Les marchandes à la toilette
Elles tiennent boutique de fripes, rachètent aux courtisanes ruinées ou aux nobles dames dans le besoin leurs bijoux, robes, colifichets. Elles servent aussi de mère maquerelle et procurent des jeunes filles fraîches à de vieux barbons comme Camusot (Splendeurs et misères des courtisanes). La plus célèbre est madame de Saint-Estève, la « tante « de Vautrin qu’elle essaie de faire évader de prison (Splendeurs et misères des courtisanes).

## La noblesse parisienne

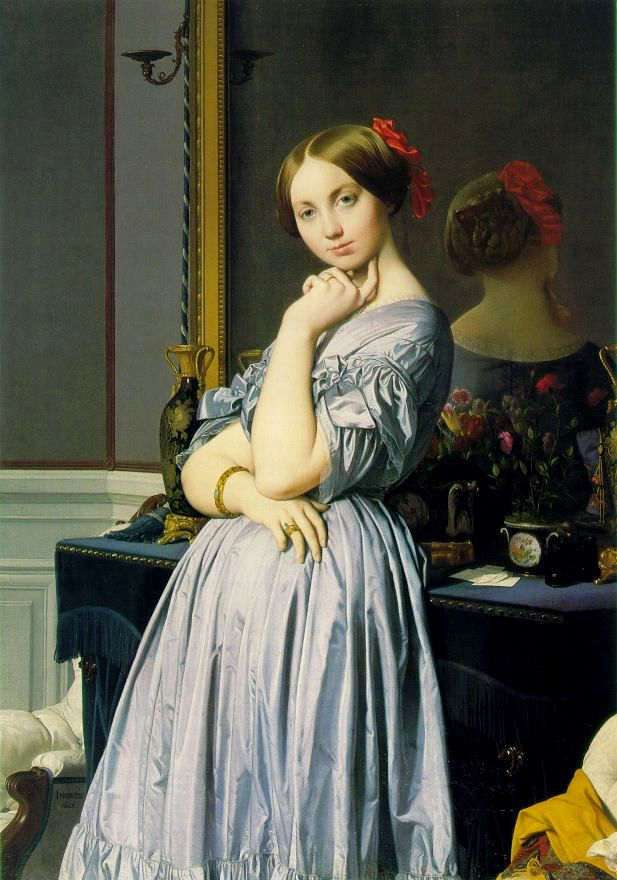
Comtesse, Ingres (1845).

De vieille souche, elle est présente dans deux quartiers de Paris : la noblesse du faubourg Saint-Germain tient le haut du pavé et les rênes du pouvoir, représentée par Antoinette de Langeais, tyrannique envers son entourage, méprisante pour la noblesse de province plus modeste (Le Cabinet des Antiques) ; la noblesse de la chaussée d’Antin est moins cotée, mais encore très puissante, représentée par la comtesse de Sérisy, maîtresse de Lucien de Rubempré dans Splendeurs et misères des courtisanes, ainsi que par Diane de Maufrigneuse, la marquise d'Espard ou la vicomtesse de Beauséant.
Le faubourg Saint-Germain détient sur la chaussée d'Antin un avantage d'antériorité. C'est là que les plus anciens blasons, donc les titres les plus justifiés et enviés, ont leur « siège ».
Les femmes y règnent en maître malgré les lois qui leur sont défavorables (dans l'absolu, elles n'ont aucun droit, mais elles les prennent à leur façon). Ce sont elles, les Grandlieu, Chaulieu, Rochefide, Maufrigneuse, Troisville (prononcer Tréville) qui peuvent, par leur mariage, faire passer un simple général d'Empire, fils de tapissier « du faubourg Saint-Antoine au faubourg Saint-Germain » (le comte de Montcornet dans Les Paysans).
Si des hommes de haute noblesse comme le marquis d'Ajuda-Pinto (Le Père Goriot) apparaissent « en toile de fond », ils sont actifs en tant que compagnons, séducteurs (La Femme abandonnée), financiers de ces dames (le baron de Nucingen, le comte Hugret de Sérisy), mais rarement entraînés dans des intrigues qui les projettent sur le devant de la scène balzacienne au même titre que les dandys arrivistes. On pourrait presque dire que la gent masculine de haut rang fait un peu « tapisserie » dans La Comédie humaine, tandis que les nobles dames se perdent en intrigues, liaisons et supercheries de toutes sortes. Ces nobles dames parisiennes proprement redoutables sont d'ailleurs redoutées de la noblesse de province qui les fuit.

## Les négociants et profiteurs de guerre

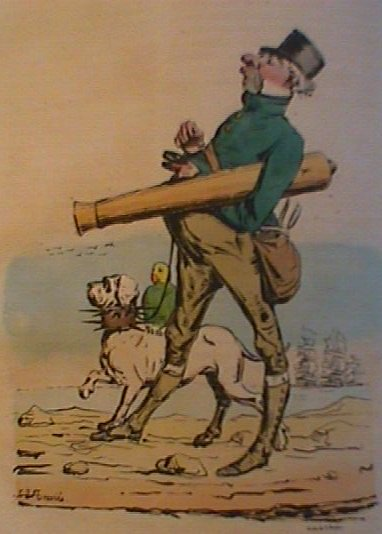
Grands projets par Traviès.

Jean-Joachim Goriot, dans Le Père Goriot est un profiteur de guerre, roué en affaire, aveuglé par son amour paternel, ruiné par ses filles ; c'est le seul exemplaire de ce type dans La Comédie humaine.
Le docteur Rouget dans La Rabouilleuse et Un ménage de garçon, est un homme malin et tyrannique qui a su profiter de la Révolution française pour s’enrichir. Il a, de plus, épousé l’aînée de la famille Descoings, négociants qui ont fait fortune grâce à l’achat de biens nationaux, comme de nombreux personnages de La Comédie humaine qui ont spéculé pendant les troubles sociaux, tel le père Grandet, dans Eugénie Grandet.

## Les voituriers-transporteurs

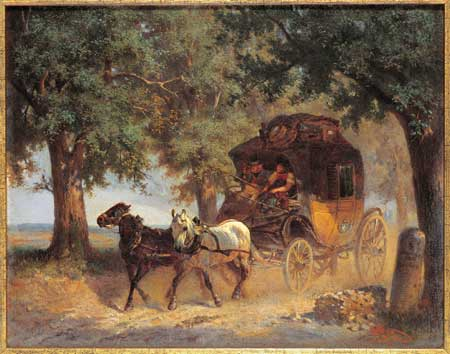
Diligence transportant aussi le courrier.

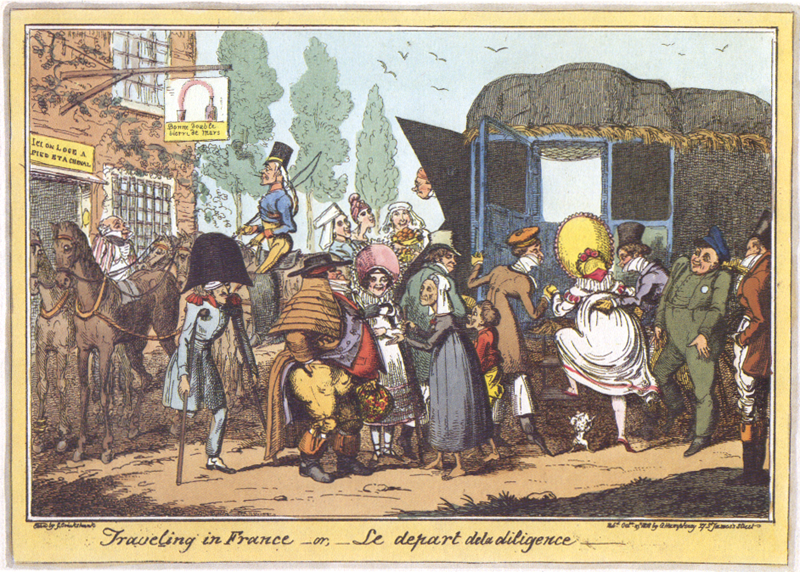
Départ de la diligence, dessin de George Cruikshank (1818).

Le père Pierrotin et ses coucous (sorte de diligence). C’est un homme généreux et actif, dont les affaires vont prospérer quand il aura acquis des diligences plus rapides (Un début dans la vie).

## Les criminels

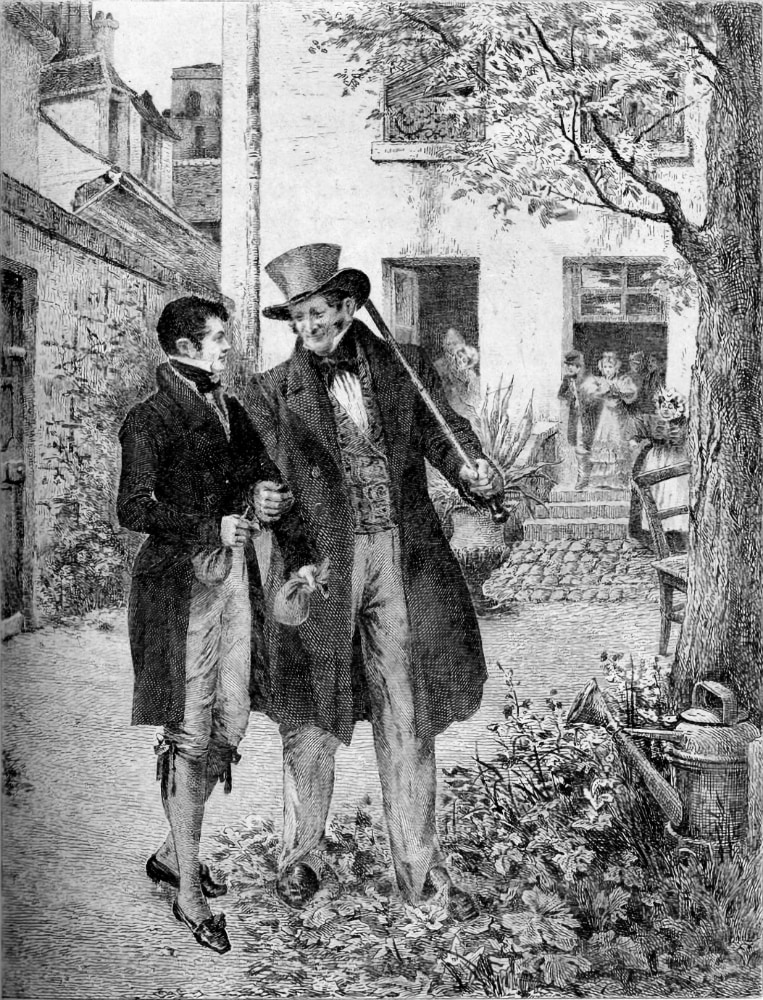
Vautrin et Rastignac.

Jean-Frédéric Taillefer, assassin dans L'Auberge rouge, est le père de Victorine Taillefer qu’il déshérite dans Le Père Goriot, et il complote avec Jacques Collin (Vautrin).
Le bagnard Vautrin, alias Jacques Collin, alias l’abbé Carlos Herrera, a l’art du déguisement et du complot ourdi pour « faire de l’argent ». Il veut faire la fortune de Lucien de Rubempré, mais ne réussit qu’à le conduire à la mort dans Splendeurs et misères des courtisanes. Dans Le Père Goriot, il avait tout d’abord jeté son dévolu sur Eugène de Rastignac pour l’entraîner dans un complot criminel et faire sa fortune, sans succès toutefois, ce dernier, pourtant très ambitieux, n’ayant pas accepté d’être complice d’un crime. 
Le dandy Maxime de Trailles, voyou de haut vol, ruine Anastasie de Restaud (fille du père Goriot), Sarah van Gobseck (petite-nièce de Jean-Esther van Gobseck) ; il appartient au terrible clan des Treize qui ne recule devant rien dans l’Histoire des Treize. 
Jacqueline Collin est la redoutable tante et complice de Jacques Collin. Elle a un rôle important dans Splendeurs et misères des courtisanes et apparaît dans le diptyque Les Parents pauvres. 
Par ailleurs, Paccard est l'assistant de Jacques Collin.  
Théodore Calvi est un forçat qui a aidé Jacques Collin à s'évader. Il apparaît dans Splendeurs et misères des courtisanes. 
Dannepont, dit La Pouraille, est un bandit apparaissant dans Splendeurs et misères des courtisanes. Il est coupable de l’assassinat du couple Crottat. 
Sélérier, surnommé Fil-de-Soie, le Rouleur, l'Auvergnat et le Père Rouleau est un bandit dont Jacques Collin se méfie. 
Riganson, dit Le Biffone, est un bandit, et le concubin de la Biffe.

## Les ecclésiastiques

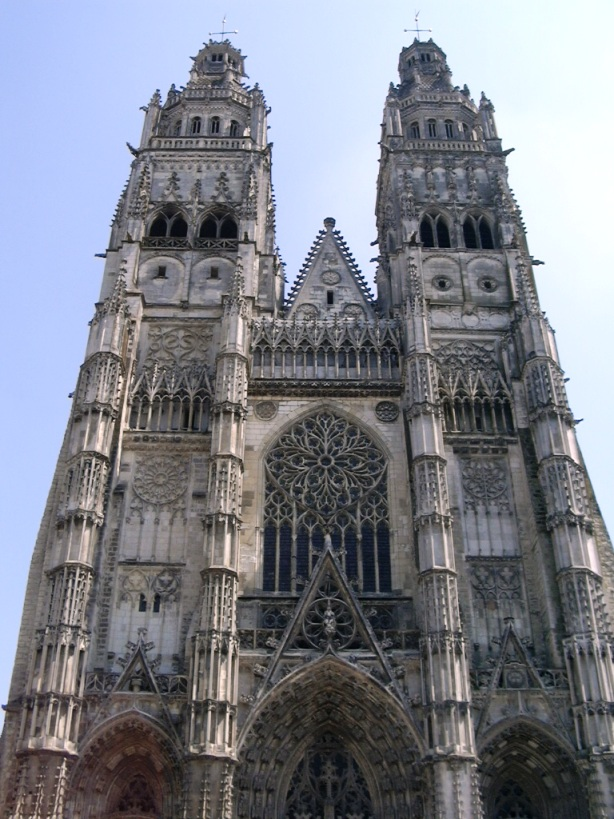
La cathédrale de Tours.

L'abbé Bonnet, soutien moral de Véronique Graslin dans Le Curé de village, l'abbé François Birotteau, éternelle victime dans Le Curé de Tours, mais aussi consolateur de madame de Mortsauf dans Le Lys dans la vallée. L'abbé Brossette, mal considéré des paysans, mais reçu dans les meilleures maisons dans Les Paysans et Béatrix, le moine défroqué Rigou dans Les Paysans, l'abbé Gudin encourageant les chouans dans Les Chouans, le vidame de Pamiers, soutien inconditionnel de sa cousine Antoinette de Langeais dans La Duchesse de Langeais, l'abbé Loraux, vicaire de l'église Saint-Sulpice dans Un début dans la vie et consolateur d'Agathe Bridau dans La Rabouilleuse.

## Les petits bourgeois de province
Cf. Le Curé de Tours, Ursule Mirouët.

## La bonne société de province
Noblesse et bourgeoisie confondues, elle est représentée par mademoiselle Cormon et son entourage dans La Vieille Fille, et aussi par madame des Grassins, à Saumur, dans Eugénie Grandet.

## Les commerçants
Monsieur Guillaume, marchand drapier de Paris dans La Maison du chat-qui-pelote, César Birotteau et Félix Gaudissart dans Histoire de la Grandeur et de la décadence de César Birotteau. Ils ont en commun le bon sens et une vision réaliste des choses. Mais, tandis que monsieur Guillaume « reste à sa place » de drapier prospère et se méfie de toute manifestation de l’imagination, César Birotteau, qui est aussi un inventeur et possède un certain génie, sombre dans des chimères spéculatives et se ruine parce qu’il a voulu se hausser « au-dessus de sa condition ». Birotteau est le type même du négociant probe qui, déclaré en faillite, tiendra à rembourser intégralement sa dette, intérêts et capital. Il sera pour cette raison applaudi par ses pairs en Bourse. Il en meurt, devenant une sorte de saint martyr du négoce. César Birotteau n’est pas unique en son genre dans La Comédie humaine. Nombreux sont les inventifs qui rêvent de découvertes fulgurantes et qui laissent leur fortune dans l'aventure, tel Balthazar Claës dans  La Recherche de l'absolu, qui a plutôt sa place dans les scientifiques.

## Les gens de robe honnêtes

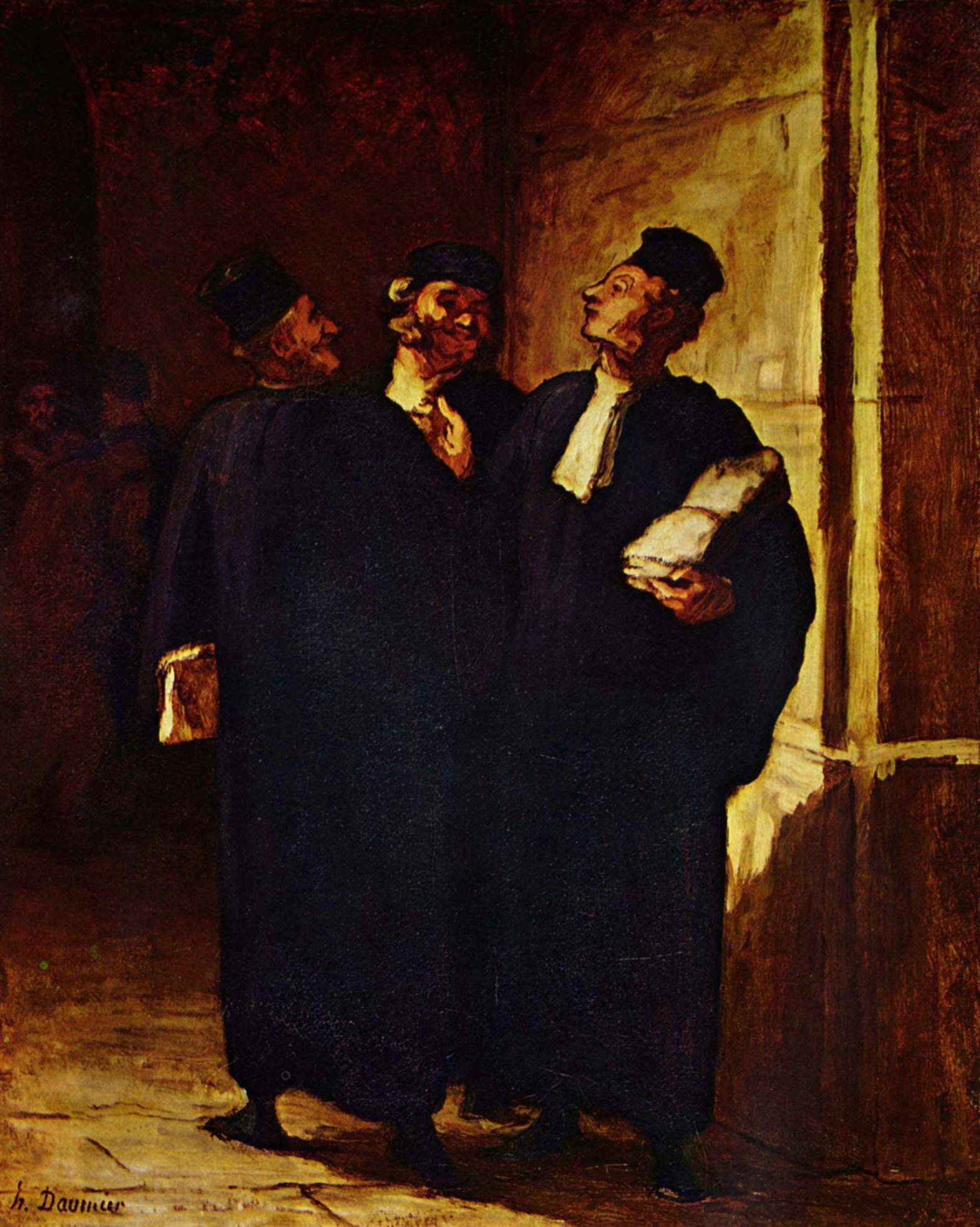
Caricature d’avocats d’Honoré Daumier.

Maître Derville, défenseur du colonel Chabert dans Le Colonel Chabert, s’occupe du dossier du vieux grognard et fait de son mieux pour que le vieil homme soit dédommagé, bien qu’il soit en même temps l’avoué de Rose Chapotel, ex-Madame Chabert.
Le juge Jean-Jules Popinot (L'Interdiction) a soigneusement enquêté sur la marquise d'Espard qui veut faire mettre son mari sous tutelle, sous des prétextes fallacieux. Alors qu'il s’apprête à faire un rapport honnête qui n’est pas favorable à la plaignante, la marquise le fait dessaisir du dossier, qui va être repris par le juge Camusot, beaucoup moins correct.
On peut citer aussi le très honnête mais naïf juge Blondet, « père » officiel du journaliste Émile Blondet. Cet homme cultive des fleurs, ignore tout des complots et rend la justice avec la plus grande droiture. Cependant, il se laisse abuser par des manigances complexes dans Le Cabinet des Antiques, où il s’agit de tirer Victurnien d'Esgrignon du mauvais pas dans lequel il s’est mis en produisant des faux en écriture.

## Les gens de robe douteux

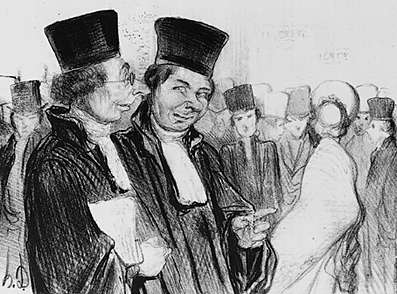
Avocats de Daumier.

Ils sont innombrables, des notaires douteux dans Ursule Mirouët aux notaires calculateurs et peu fiables représentés par maître Roguin, dans La Rabouilleuse, Eugénie Grandet et César Birotteau. Il y a aussi les avoués et les juges ambitieux qui servent les intérêts des puissants. Parmi eux se détache la figure du juge Camusot, homme assoiffé de pouvoir, qui veut se hisser dans les plus hautes sphères de la société. On le voit prendre parti pour la venimeuse marquise d’Espard dans L'Interdiction. La famille Camusot de Marville est à son image, dans Le Cousin Pons, elle humilie un parent « pauvre », avant de découvrir que ce pauvre-là possède des trésors sous forme de collections d’objets. Camusot a « commencé » sa foudroyante carrière sur les conseils de sa femme, dans Le Cabinet des Antiques, en soutenant le jeune d’Esgrignon accusé de faux en écriture, ceci pour se concilier les bonnes grâces de la duchesse Diane de Maufrigneuse, future princesse de Cadignan, et s’attirer ainsi les faveurs royales. Devenu Camusot de Marville, c’est lui qui juge Lucien de Rubempré et Carlos Herrera dans Splendeurs et misères des courtisanes.

## Médecins et scientifiques
- Horace Bianchon, le médecin le plus compétent et le plus humain. Élève de Desplein, il est encore étudiant dans Le Père Goriot. Il apparaît ensuite dans environ 50 œuvres de La Comédie humaine dont il est un des personnages les plus importants.
- Le docteur Denis Minoret et son ami le docteur Bouvard[17], adepte des théories de Frédéric-Antoine Mesmer sur le magnétisme. Ursule Mirouët est une jeune fille dont Minoret est le parrain et tuteur. Minoret s'opposera d'abord aux théories de Mesmer avant de venir consulter Bouvard et d'assister à une de ses démonstrations.
- Le docteur Benassis, bienfaiteur de l'humanité dans Le Médecin de campagne.

Sur les questions scientifiques et médicales, Balzac s'est également inspiré des théories du philosophe et voyant Emanuel Swedenborg, pour Séraphîta. Les travaux et recherches d'Alexis Didier (1826-1886) sur le somnambulisme magnétique — qui fut le plus renommé dans cet art paranormal — et les théories de Mesmer sur le magnétisme sont largement développés dans Louis Lambert, de même que celles de Franz Joseph Gall, créateur de la phrénologie, dont il a lu L'Anatonomie et la physiologie du système nerveux. Convaincu comme Johann Kaspar Lavater que le caractère d'un personnage s'exprime dans ses traits (physiognomonie), il applique cette théorie à la description physique de ses personnages, tel Michu, le dévoué régisseur de domaine des Simeuses, dans Une ténébreuse affaire.
On retrouve aussi dans les propos de nombreux personnages scientifiques des allusions à Étienne Geoffroy Saint-Hilaire, que Balzac admirait, ainsi que l'influence du chimiste Antoine Lavoisier sur Balthazar Claës, dans La Recherche de l'absolu.
Médecins et scientifiques de La Comédie humaine sont tous plus ou moins obsédés par leurs recherches au point de négliger leur entourage, exception faite d'Horace Bianchon qui est à la fois un convive et un narrateur excellent (La Grande Bretèche), et du docteur Minoret qui oublie ses anciennes lunes pour ne plus penser qu'à l'avenir d'Ursule, sa pupille.

## Les poètes
Le poète parisien qu'est le baron Melchior de Canalis, très imbu de lui-même dans Modeste Mignon, apparaît aussi dans Béatrix. Le poète Raoul Nathan, qui figure dans presque toutes les Scènes de la vie parisienne, personnifie l’intellectuel à carrière foudroyante et qui nourrit des ambitions politiques.

## Les écrivains
Daniel d'Arthez dans Les Secrets de la princesse de Cadignan et Lucien de Rubempré dans Illusions perdues.

## Les peintres, sculpteurs, musiciens

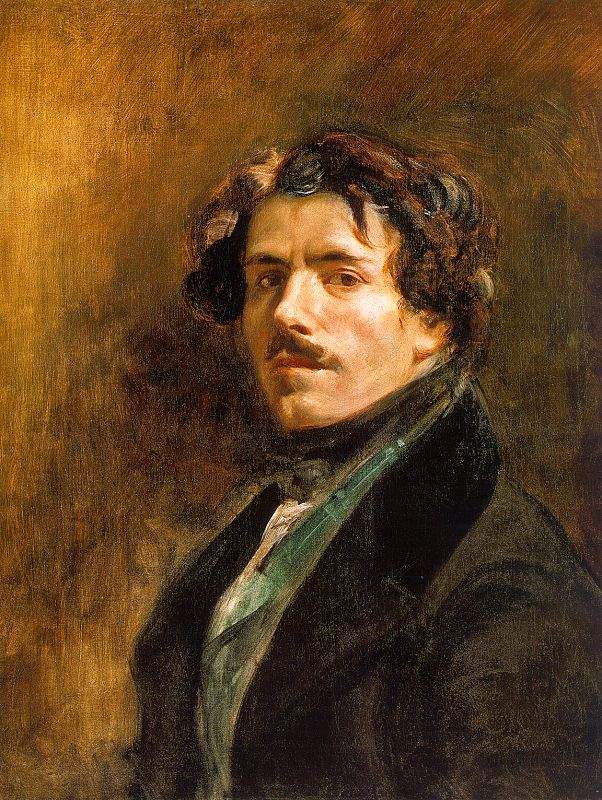
Autoportrait au gilet vert, Eugène Delacroix (1837).

Balzac était un décrypteur d’âmes artistiques. On dirait qu’il s’est littéralement plongé dans l’étude des artistes, jusqu’à tenter de vivre lui-même leurs sensations et leurs douleurs. À la fois passionné par les mystères de la peinture, de la sculpture, de la musique et de la création sous toutes ses formes, il offre de véritables « études philosophiques » à travers les portraits du peintre Joseph Bridau, dans La Rabouilleuse et Un début dans la vie, Bridau dont on a dit qu’il incarnait peut-être le peintre Eugène Delacroix qu’Honoré de Balzac admirait. Il y a aussi le vieux peintre Frenhofer dans Le Chef-d'œuvre inconnu qui fascina Pablo Picasso, le peintre Hippolyte Schinner dans La Bourse, le peintre aristocrate de La Maison du chat-qui-pelote, le sculpteur Wenceslas Steinbock dans La Cousine Bette, le sculpteur Sarrasine dans Sarrasine, Gambara, le musicien fou dans Gambara, et l’opéra italien dans Massimilla Doni dont l’histoire se déroule à Venise autour d'une œuvre de Rossini, Mosè in Egitto. Dans chacun de ces textes, Balzac expose les mille facettes et faces cachées de l’art lyrique, de la composition musicale, de la peinture ou de la sculpture, avec une justesse qui étonne encore de nos jours les spécialistes de ces arts. Beaucoup de peintres contemporains comme Pablo Picasso, Pierre Alechinsky ou Pol Bury ont d’ailleurs été fascinés par La Comédie humaine au point de produire des livres illustrés à partir de ces textes. Mais Balzac dénonce aussi les « modes » issues des mœurs bourgeoises qui entretiennent des peintres ratés comme Pierre Grassou, au service de leurs caprices décoratifs, et qui poussent Grassou à ne faire que des copies de maître. L'on peut aussi noter Charles, pensionnaire externe de la Maison-Vauquer, dans Le Père Goriot.

## Les libraires
Le plus représentatif est Dauriat dans Illusions perdues. Sa boutique est située au Palais-Royal. C’est à la fois un éditeur « à la mode » chez qui il est bon de publier, un propriétaire de revue et un marchand de livres. Il refuse les poésies de l’inconnu Lucien de Rubempré, mais les achète lorsque Lucien « prend le pouvoir » dans la presse et fait paraître un article au vitriol sur Raoul Nathan (un de ses auteurs). Le chantage presse-édition s’exerce chez lui comme partout dans le milieu. Dans Splendeurs et misères des courtisanes, il se décide à mettre en vente le manuscrit de Lucien, Les Marguerites, qu’il gardait sous le coude, parce que, désormais, l’auteur a acquis dans la presse et dans les salons la notoriété qui convient. Le livre est vendu en quelques jours.
Il y a aussi les libraires-requins comme Barbet, à la fois escompteur et usurier. L'on peut aussi signaler Doguereau, libraire-éditeur qui pratique la vieille manière, apparaissant aussi dans Illusions perdues, ainsi que Vidal et Porchon, libraires-commissionnaires, ou encore Fendant et Cavalier, libraires, fripons à demi.

## Les journalistes

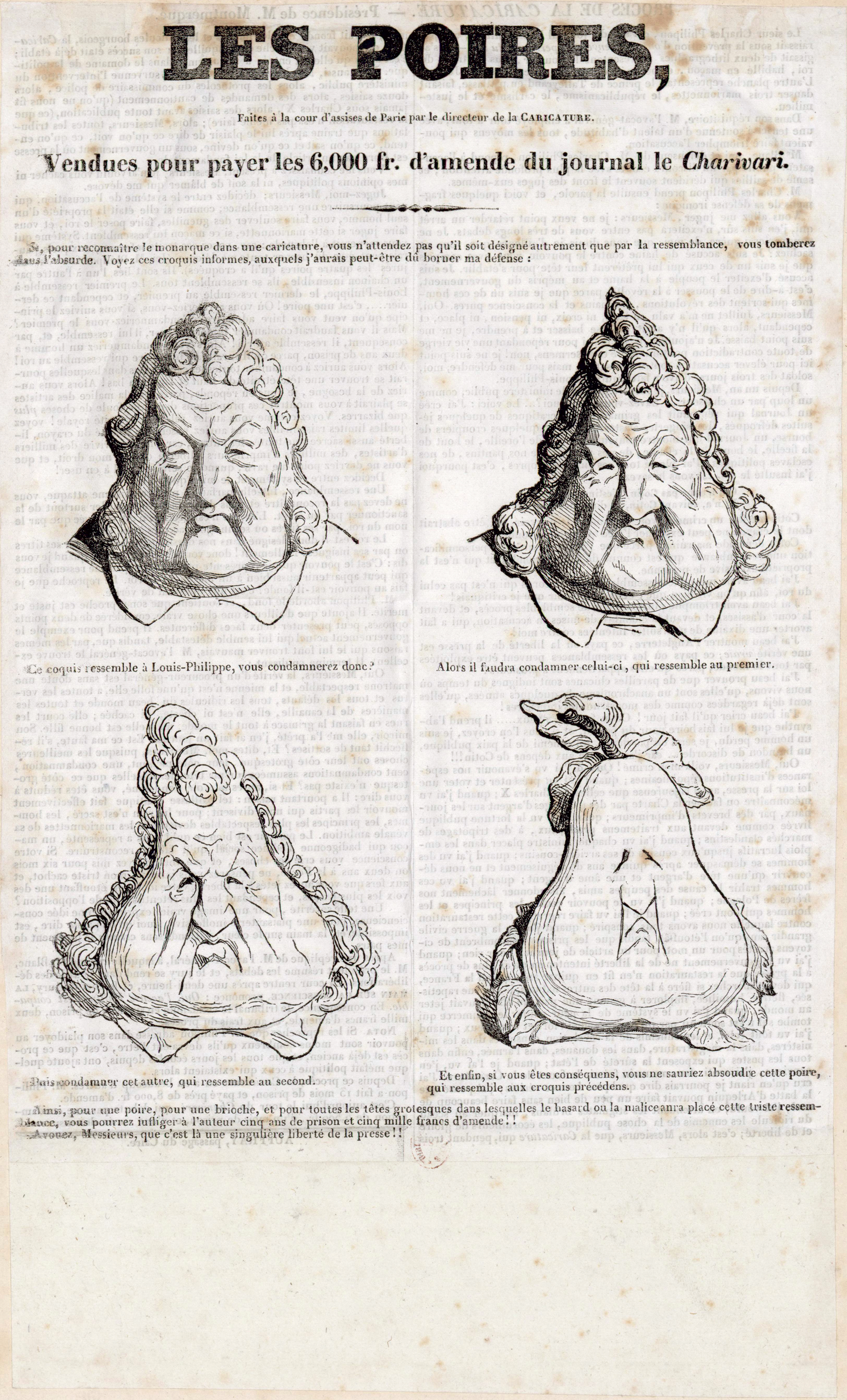
Caricature de Louis-Philippe Ier dans Le Charivari.

Arrivistes et peu scrupuleux, ils ont compris qu’ils détiennent, avec la presse, un pouvoir énorme sur le monde du spectacle, de la littérature et de la politique. Les directeurs de théâtre les redoutent, ils les « achètent » en leur distribuant des places gratuites qu’ils peuvent ensuite revendre. Les libraires (qui sont aussi éditeurs) dépendent d’une bonne ou d’une mauvaise critique que les journalistes sont capables de leur « vendre » contre un certain nombre d’exemplaires gratuits dont ils feront commerce. Lucien de Rubempré, dans Illusions perdues, découvre avec un mélange d’effroi et de ravissement ce pouvoir qu’il peut exercer à sa guise : son manuscrit refusé est finalement publié lorsqu’il se fait critique littéraire. Émile Blondet fait partie de ce cercle-là. Fils illégitime d’un préfet, mais officiellement fils d’un juge honnête, il acquiert à Paris un pouvoir qui dépasse l’imagination du père Blondet resté en province, dans Le Cabinet des Antiques. Il est le mentor de Lucien de Rubempré dans Illusions perdues.

## Les directeurs de journaux
Andoche Finot est un entrepreneur en journalisme que l'on voit apparaître dans César Birotteau alors qu'il écrit un prospectus pour Anselme Popinot. On le voit réapparaître de nombreuses fois dans La Comédie humaine (La Rabouilleuse, Illusions perdues), où il emploie de nombreux autres personnages.

## Les femmes de lettres
Félicité des Touches dans Béatrix et dans Autre étude de femme est un hommage assez appuyé à George Sand dont Balzac était un admirateur sincère.
Balzac renforce cet hommage avec le personnage de Dinah de La Baudraye, dans La Muse du département, qu'il montre comme étant une pâle copie de la femme de lettres, mélangeant adultère et littérature.

## Les femmes d’âge mûr

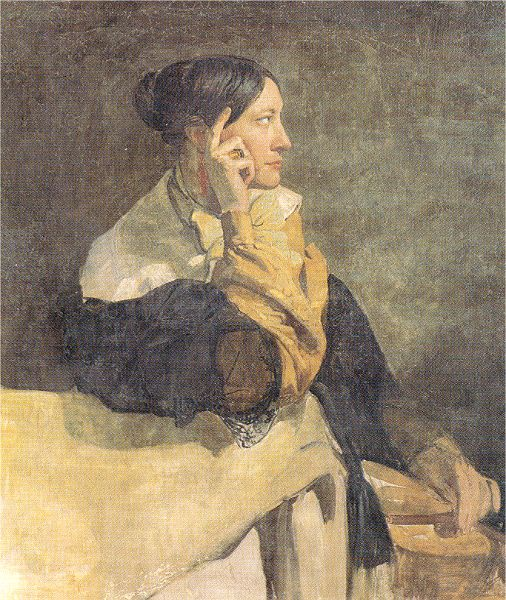
Portrait de femme de Victor Mottez (1837), illustrant la couverture de La Femme de trente ans.

Par femme d'« âge mûr », on entendait à l’époque une femme de trente ans environ, c’est-à-dire ayant déjà « une expérience de la vie ». C’est l’âge des déceptions amoureuses (La Femme abandonnée), de la désaffection conjugale (La Femme de trente ans), des amours extraconjugales malheureuses (Honorine), des tentatives d’autonomie ratées (La Muse du département, fausse femme de lettres), mais aussi celui d’une deuxième vie avec un homme plus jeune : madame de Bargeton dans Illusions perdues, la princesse de Cadignan dans Les Secrets de la princesse de Cadignan.
Balzac a déjà mis à jour le « bovarysme », perversité née de l’ennui (Lady Dudley dans Le Lys dans la vallée), ainsi que l’ennui né d’une rigidité de mœurs (Étude de femme) et la vertu admirable de Blanche de Mortsauf dans Le Lys dans la vallée, dont le modèle lui a été fourni par Laure de Berny. Il est donc entré dans la peau des femmes comme il l’a fait pour les artistes, en vivant lui-même leurs émois. Il les étudiait de très près, ayant eu un nombre important de liaisons avec des femmes presque toujours plus âgées que lui, seule la comtesse Hanska n’ayant que deux ans de moins. On a dit qu'il avait inventé le bovarysme.

## Les régisseurs de domaine
Monsieur Moreau, régisseur de monsieur de Sérisy dans Un début dans la vie. Personnage roué qui espère tirer profit de la propriété de Sérisy en montant une affaire embrouillée par notaire interposé. Mais il sera surpris par une visite inattendue du propriétaire qui vient lui couper l’herbe sous le pied.
Michu, régisseur du domaine de Gondreville dans Une ténébreuse affaire. Fidèle jusqu’à la mort à ses « anciens » maîtres, lui, le jacobin marié à la fille d’un montagnard, il se sacrifie pour les familles de Simeuse et de Hauteserre et finit sur l’échafaud.

## Les concierges
Que ce soient des hommes ou des femmes, ils peuvent être redoutables, telle madame Cibot, dans Le Cousin Pons, ou serviles et aux ordres des puissants, comme dans Ferragus, et rarement désintéressés ou bienveillants. Il faut dire qu’ils vivent dans des conditions peu reluisantes, souvent dans des immeubles sordides.

## Les femmes ambitieuses
Les plus représentatives sont les filles du père Goriot. D'origine roturière, Anastasie de Restaud et Delphine de Nucingen ont l'ambition de parvenir dans les salons les plus fermés. Ces deux personnages antipathiques réussissent au prix du sacrifice de leur pauvre père.
Dans une moindre mesure, madame de Bargeton, provinciale de petite noblesse, compte sur Lucien de Rubempré pour briller dans le « grand monde ». Sa déception est vive lorsque sa parente, la marquise d'Espard, très « lancée », lui ouvre les yeux sur la voie à suivre. Madame de Bargeton abandonne sur l'heure Lucien et se raccroche à monsieur du Châtelet pour entrer dans le monde. Sa réussite est toutefois en dessous de ses ambitions car elle n'a pas la hargne des filles du père Goriot (Illusions perdues, Splendeurs et misères des courtisanes).

## Les dandys arrivistes

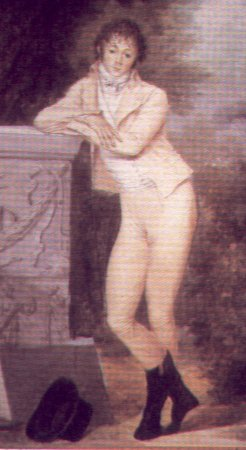
Dandy par Louis-Léopold Boilly.

Le nom d'Eugène de Rastignac (dans presque tous les romans) est passé dans le vocabulaire courant où, par antonomase, il désigne une personne ambitieuse. Sa formule, prononcée du haut de la colline du cimetière du Père-Lachaise, est une des répliques les plus connues de La Comédie humaine. On la trouve sous différentes versions : « À nous deux Paris », « À nous deux maintenant ». C'est « le cri de ralliement » des provinciaux venus à Paris pour faire carrière. Son acolyte le plus proche est le comte Henri de Marsay (Autre étude de femme, Le Père Goriot). Rastignac réussit tout : son mariage, sa fortune, sa carrière politique ; on précise déjà « qu'il a un visage d'ange » dans Étude de femme, où il séduit involontairement une femme vertueuse.
Henri de Marsay est la deuxième figure, après Rastignac, des « dandys-lions » qui se partagent le pouvoir dans la haute société parisienne de La Comédie humaine. Après avoir ruiné Delphine de Nucingen (Le Père Goriot), malmené Diane de Maufrigneuse, tenté d'arracher Paquita à la marquise de San-Réal, contribué au « coup de force » du général de Montriveau contre Antoinette de Langeais, il devient respectable ministre et excellent politique, utilisant Maxime de Trailles (criminel celui-là), avec lequel il a en commun l'appartenance au clan des Treize, dans Le Député d'Arcis, pour des tâches d'espionnage. On découvre le cruel de Marsay, fils illégitime de Lord Dudley, dans le rôle attendrissant du premier amoureux déçu et marqué à vie par la trahison d'une femme : Autre étude de femme. Malade et proche de la mort dans Une ténébreuse affaire, on ne connaîtra jamais la fin exacte de son parcours. Il aura donné de bons conseils à Paul de Manerville dans Le Contrat de mariage et se sera acharné sur le naïf Victurnien d’Esgrignon dans Le Cabinet des Antiques.
Beaux, ambitieux, séduisants, ces hommes acquièrent par les femmes l’argent et le pouvoir politique. Ils sont souvent entretenus par des actrices ou des danseuses (les lorettes) qui extorquent pour eux l'argent de leurs protecteurs financiers (Esther entretient Lucien de Rubempré avec l'argent du baron Nucingen dans Splendeurs et misères des courtisanes) ou par des femmes de haut rang qui se ruinent pour eux.

## Servantes et valets

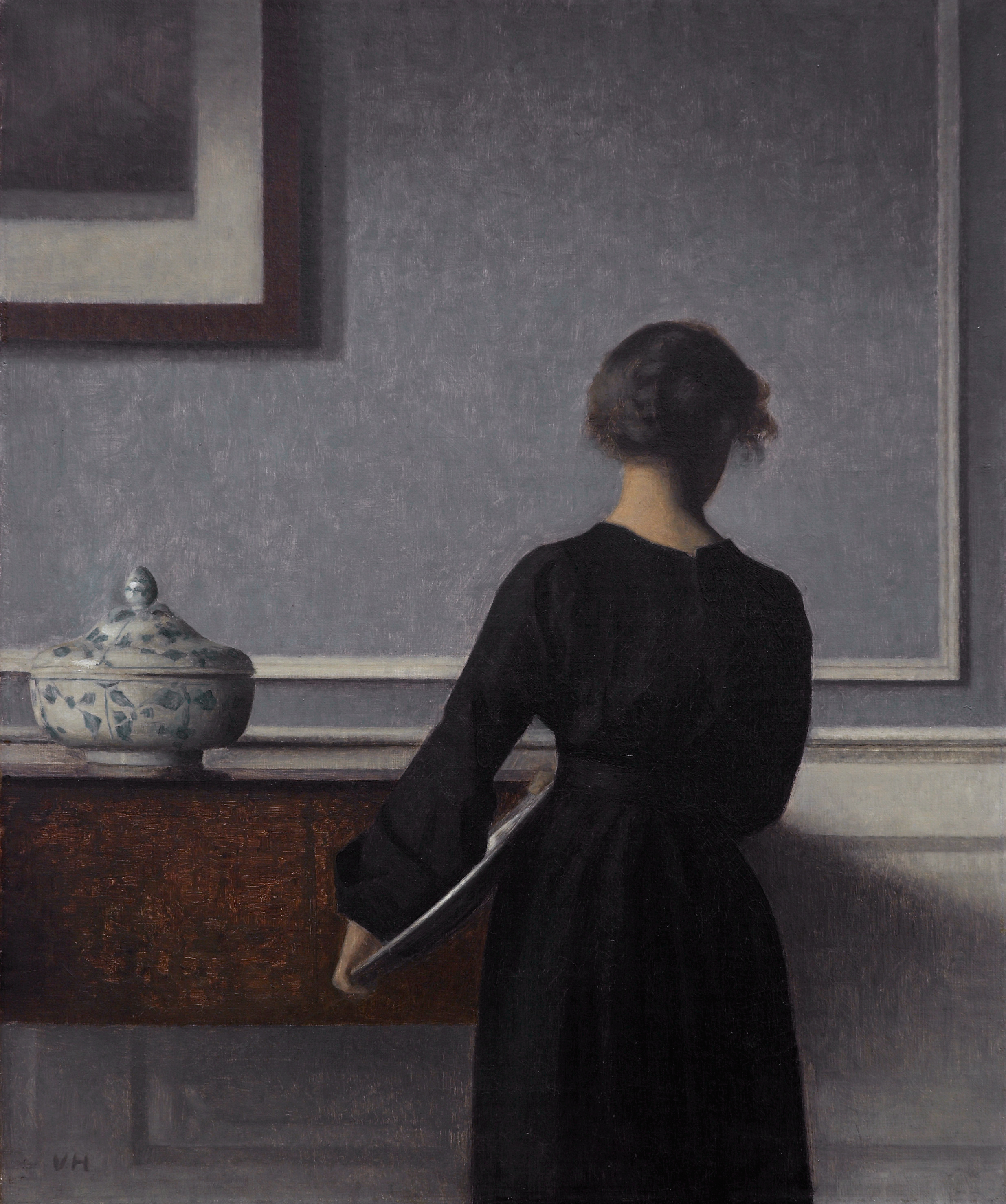
Servante, Vilhelm Hammershoi (1903).

Redoutables comme Europe et Asie qui tiennent littéralement Esther en cage, aux ordres de Vautrin dans Splendeurs et misères des courtisanes, elles peuvent être compatissantes comme la servante de Coralie dans Illusions perdues. Les maîtres d’hôtel et valets hautains, chargés de mépriser les gens importuns, deviennent flagorneurs dès qu’ils ont affaire à un personnage important (femme ou homme), ceci dans presque toutes les œuvres de La Comédie humaine. Il y a des exceptions, servantes ou serviteurs délicats comme le maître d’hôtel de La Femme abandonnée qui devine, à un mouvement, un simple regard, les désirs de cette femme fragile. Il y a aussi, dans cette catégorie que Félicien Marceau nomme « le peuple », la grande Nanon du père Grandet. Ce sont eux, les valets et les servantes, qui représentent les prolétaires dont Balzac ne donne qu'occasionnellement une description dans le Paris-enfer de La Fille aux yeux d'or, avec un chiffre de population des ouvriers (trois cent mille individus) confirmé par André Wurmser dans La Comédie inhumaine.

## Les militaires

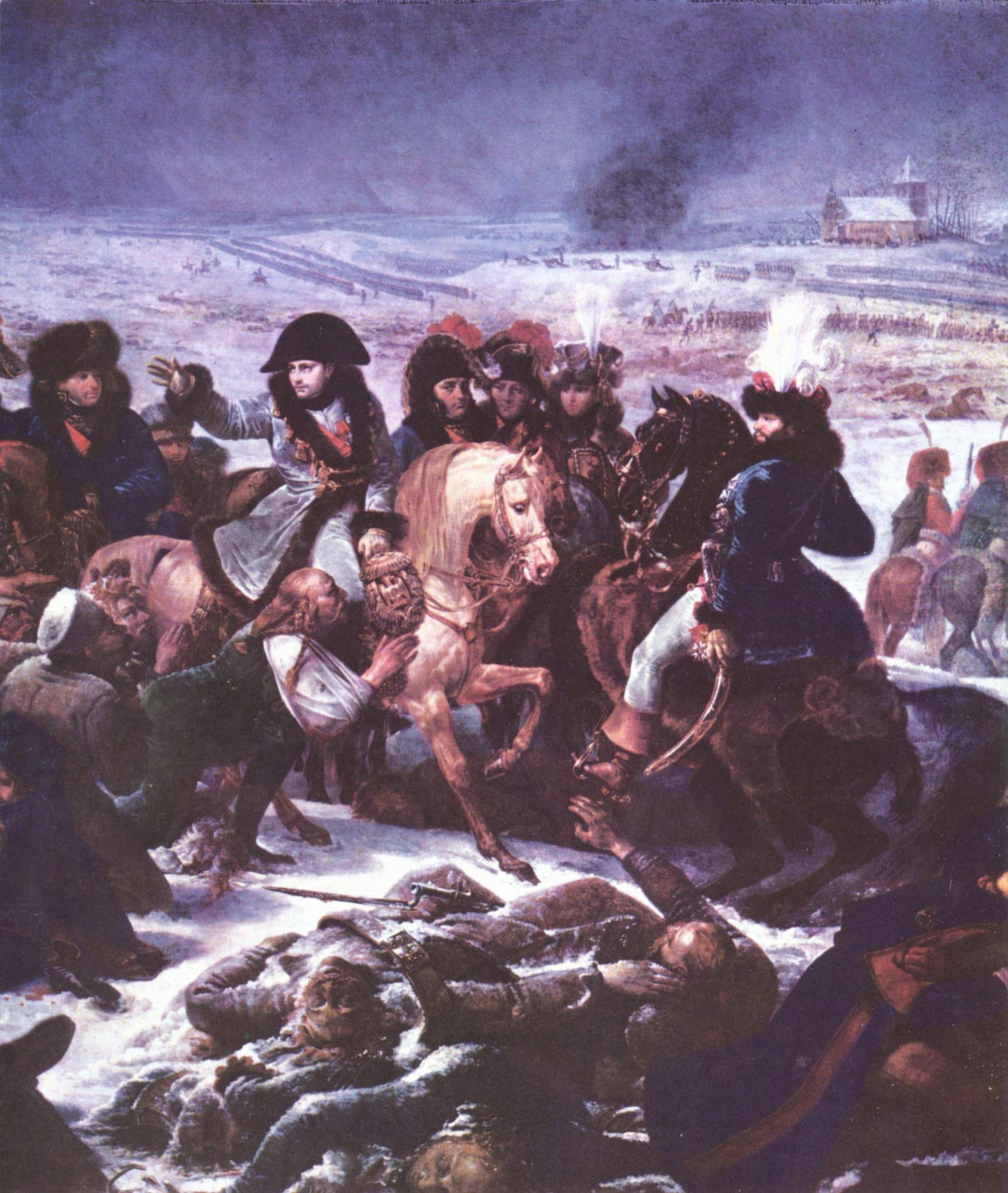
Bataille d’Eylau (détail), 1808.

Ils ont globalement un rapport avec la retraite de Russie, la Bérésina et Napoléon. Ainsi, le général de Montriveau, dans Autre étude de femme, retrace un épisode horrible de la retraite de Russie. C’est ce même général qui poursuit la duchesse de Langeais jusque dans un monastère espagnol, après l'avoir menacée de la marquer au fer rouge.
Plus représentatif des gloires et défaites de Napoléon : Hyacinthe Chabert dans Le Colonel Chabert, vieux grognard laissé pour mort sur le champ de bataille d'Eylau. Il tente de retrouver sa place dans le monde parisien sans y parvenir et finit dans un hospice sous un numéro anonyme. 
On retrouve aussi des militaires de ce type dans : Adieu, récit qui décrit encore la campagne de Russie et la folie d’une femme de militaire sauvée de justesse au passage de la Bérésina,.

## Les employés de bureau
Cf. La Cousine Bette, Les Employés ou La Femme supérieure.

## Les usuriers
Jean-Esther van Gobseck dans Gobseck et dans Le Père Goriot.

## Les paysans
Dans Les Paysans et Les Chouans, ce qui donne l'impulsion au roman paysan.

## Les associations secrètes
On peut citer l’association redoutable des Treize, dans Histoire des Treize, destinée à servir les ambitions de jeunes loups, ainsi que l’association secrète de madame de La Chanterie dans L'Envers de l'histoire contemporaine, qui, au contraire, vient en aide aux démunis selon des rites et des méthodes voisines de la secte.

## La police, ses espions et ses «indics»

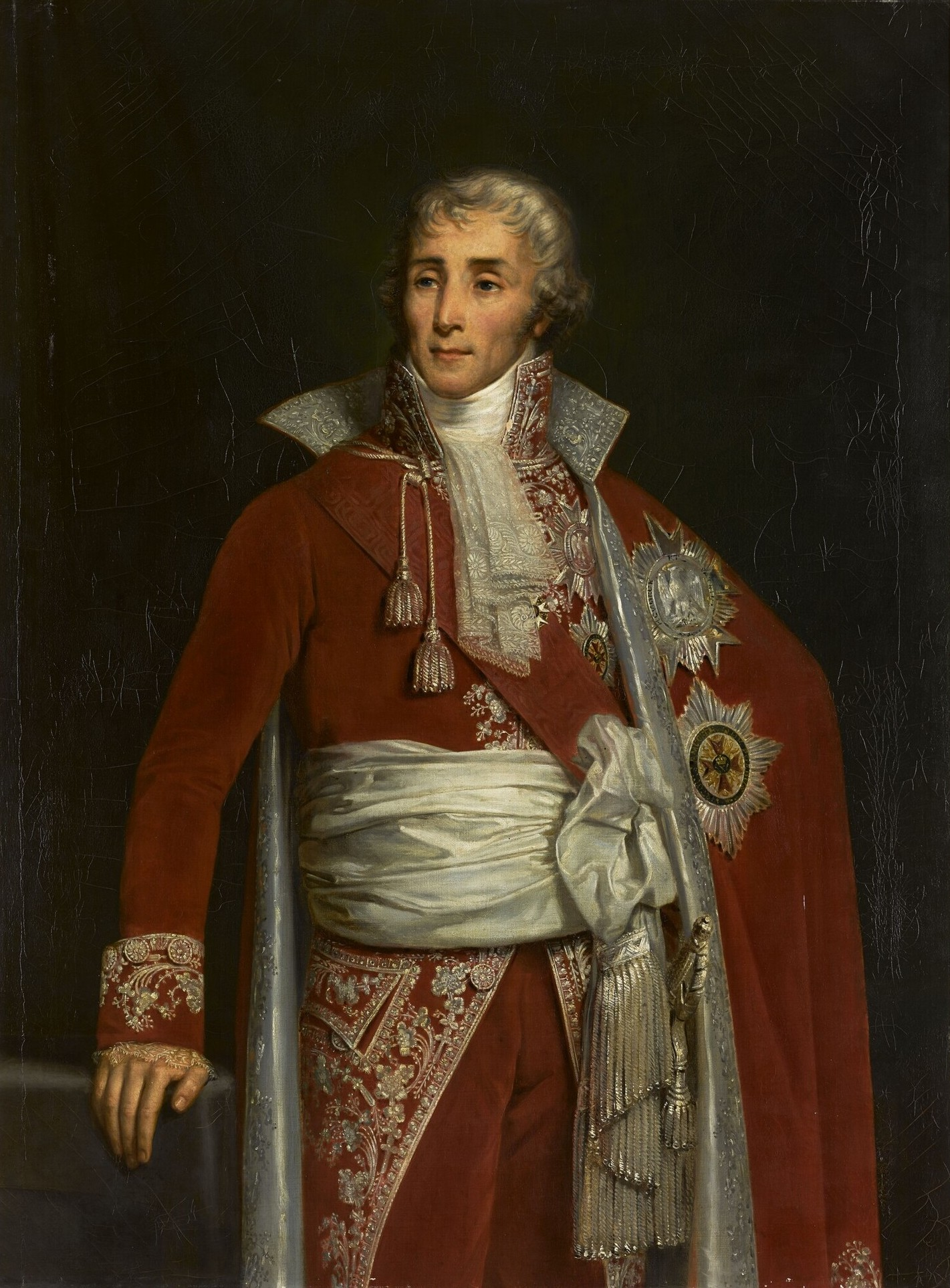
Joseph Fouché.

Joseph Fouché a pour principal émissaire Corentin et l'espionne de celui-ci, Marie de Verneuil, dans Les Chouans. On retrouve encore Corentin et Fouché complotant contre Napoléon, pourchassant les émigrés (les sang-bleu) dans Une ténébreuse affaire. Le sommet de l'excellence dans la description du fonctionnement de la police est atteint dans Splendeurs et misères des courtisanes. On y voit agir non seulement Corentin (sous le nom de « monsieur de Saint-Germain»), bras droit de Fouché, mais aussi son armée de sbires parmi lesquels le père Peyrade déguisé en vieillard inoffensif. Peyrade payera très cher sa collaboration puisqu'on enlève sa fille pour la violer et la lui rendre à demi folle. Parmi les sbires les plus actifs de Corentin qui apparaît encore dans Splendeurs et misères des courtisanes, Bibi-Lupin est seul capable de reconnaître Vautrin, formidablement défiguré à l'acide, sous les oripeaux de l'abbé Carlos Herrera. À la fin de ce roman, le même Vautrin deviendra l’adjoint de Bibi-Lupin (peut-être pour assouvir sa vengeance contre Corentin). Au nombre des espions de Corentin, il faut compter également Contenson, chargé de surveiller les faits et gestes du baron de Nucingen dans Splendeurs et misères des courtisanes. Le nom du chef de la sûreté venu arrêter Trompe-la-mort, alias Jacques Collin, alias Vautrin, alias Carlos Herrera, à la fin du Père Goriot est précisément Bibi-Lupin. Par ailleurs, Jacques Collin devient l'un des policiers les plus haut placés de la police française, à la fin de Splendeurs et misères des courtisanes.